# Langhien
Stratigraphie
Burdigalien Serravallien
Le Langhien est, dans l'échelle des temps géologiques de l'ICS, le troisième étage géologique de la série du Miocène. Il s'étend de 15,98 à 13,82 millions d'années. Il fait suite au Burdigalien et précède le Serravallien,.

## Historique
L'étage langhien a été défini par Lorenzo Pareto en 1865, pour définir des couches de terrains pauvres en fossiles s'étendant dans les collines appelées Langhe, dans le Piémont en Italie.
L'Helvétien regroupe ce qui est, aujourd'hui, le Langhien et le Serravallien.

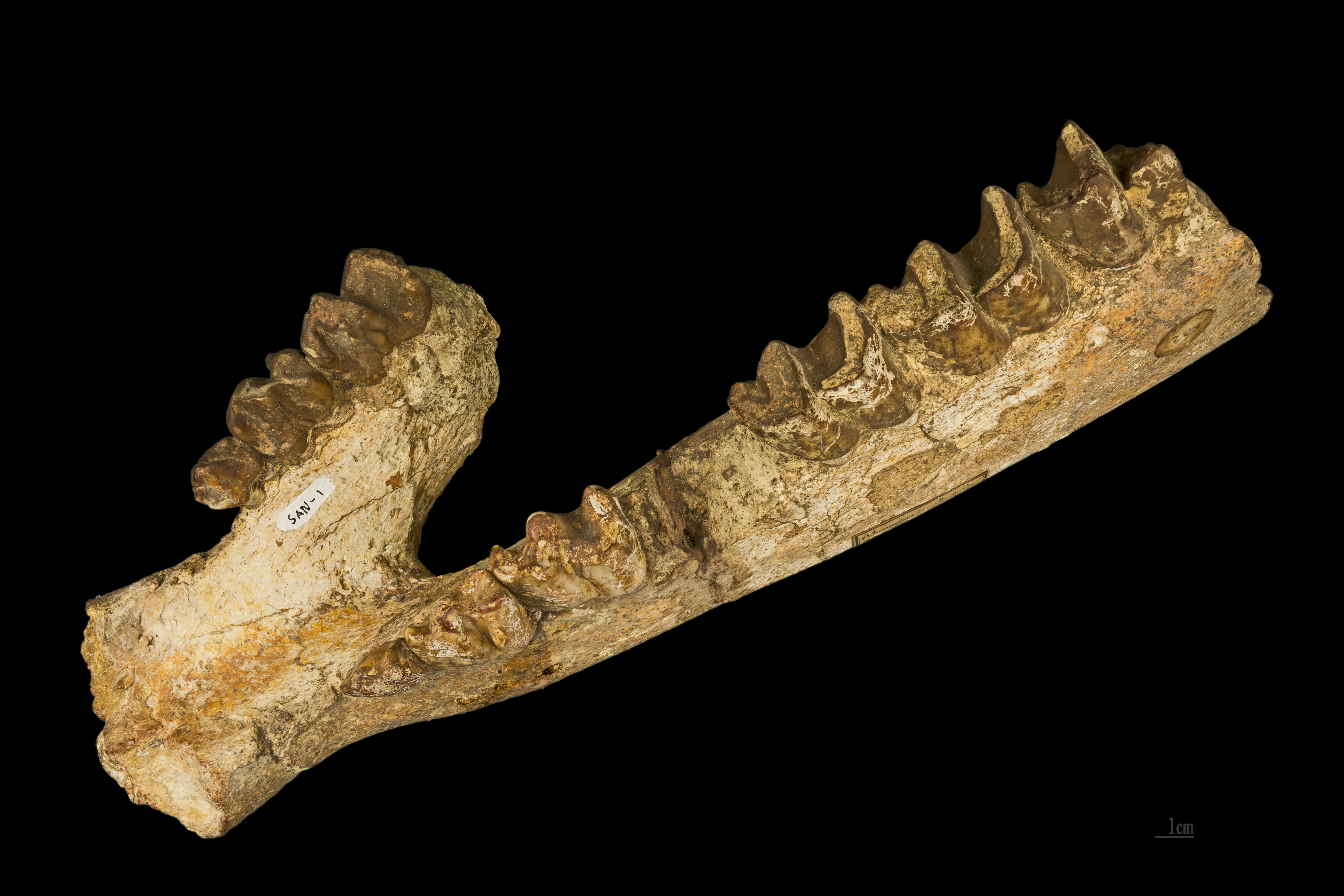
Lartetotherium sansaniense Langhien de Sansan - MHNT